# Apparell

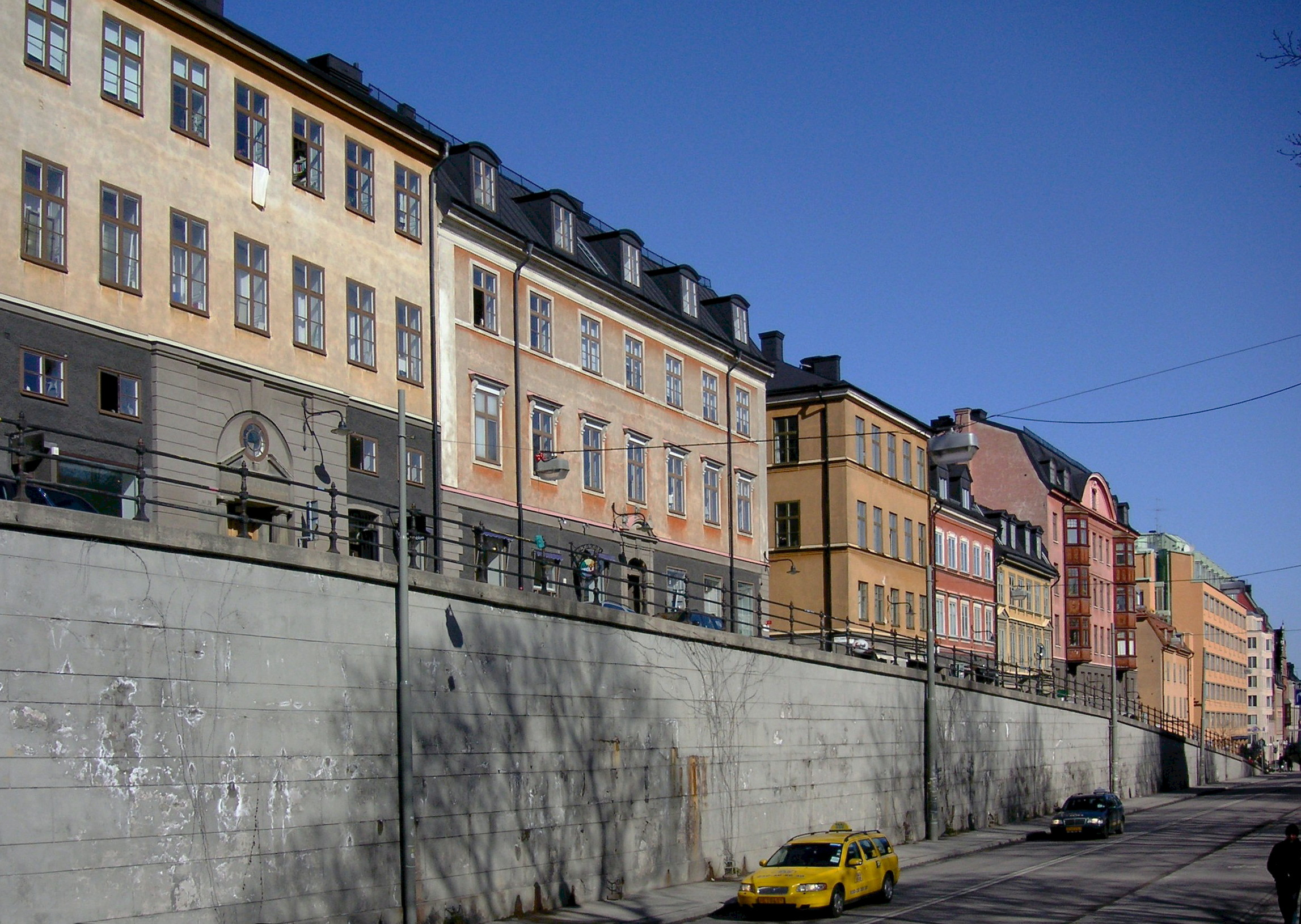
Exempel: Hornsgatan i Stockholm. Huvudgatan till höger, apparellväg; "Hornsgatspuckeln" till vänster.

Apparell (även apparelj) från franskans appareil, är en upphöjning av del av gatuplanet från gatunivå till en högre nivå, ofta sammanfallande med byggnadernas ingång. Ett exempel i Sverige är Hornsgatspuckeln vid Hornsgatan på Södermalm i Stockholm, samt den i närheten belägna Lilla Puckeln på Brännkyrkagatan. Karlskrona är känd för sina många appareljer på grund av sin ursprungligen backiga terräng. Inom stadsplanering används begreppet inte längre, man talar istället om ett sluttande plan eller en ramp.
Ursprungligen användes begreppet inom bland annat fortifikationen, exempelvis beskrivs 1698 en apparelj som "en långsamt sluttande uppfart till vallgången för transportering av kanoner". 1737 kallas appareller för "upgånger, som göras på inre doceringen af valn, at genom dem kunna beqvämligen komma där up med canoner, hästar och vagnar".